# Wahlhausen (Luxemburg)
Wahlhausen (Luxemburgs: Wuelëssen) is een plaats in de gemeente Parc Hosingen en het kanton Clervaux in Luxemburg.
Wahlhausen telt 231 inwoners (2001).

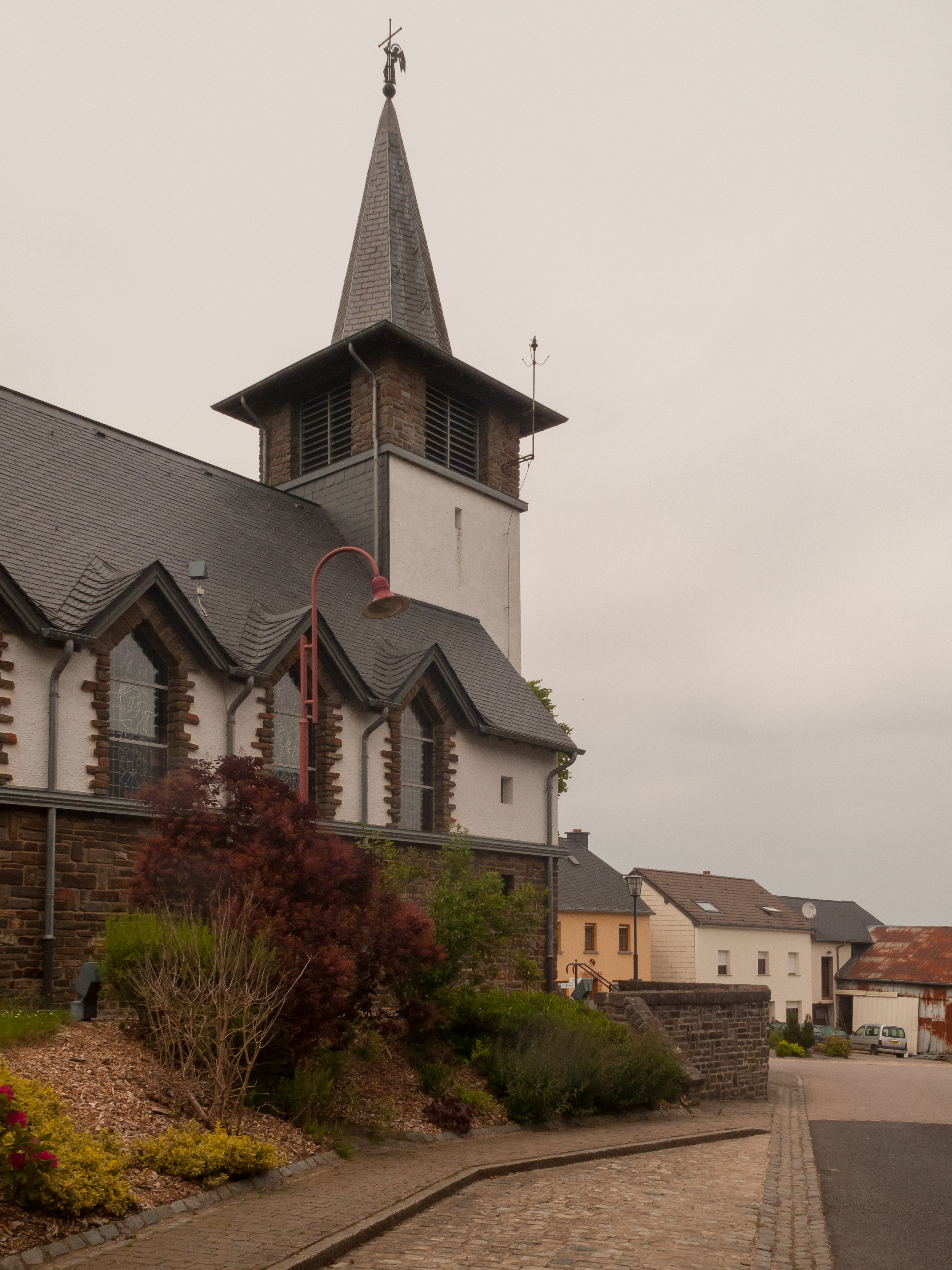
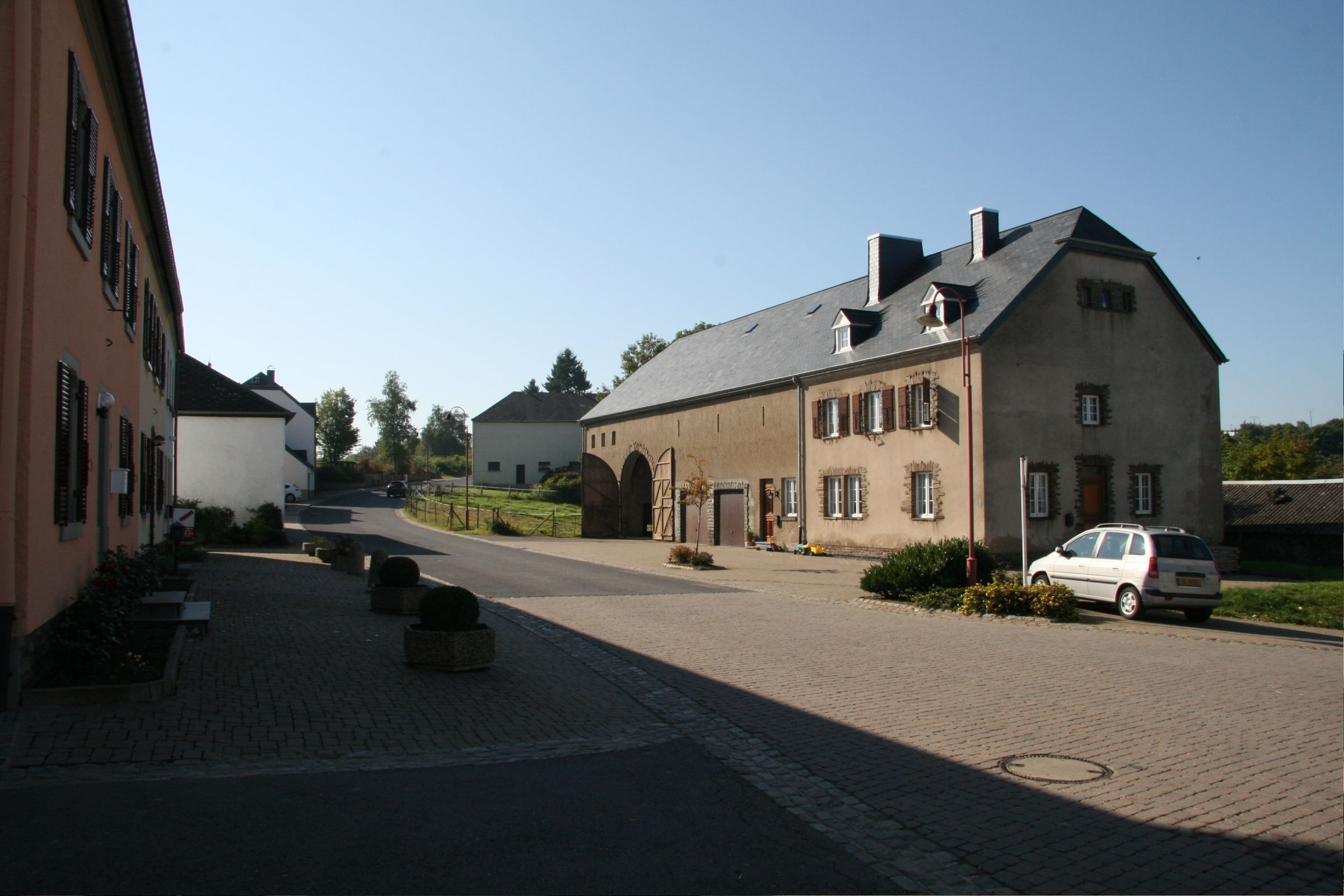
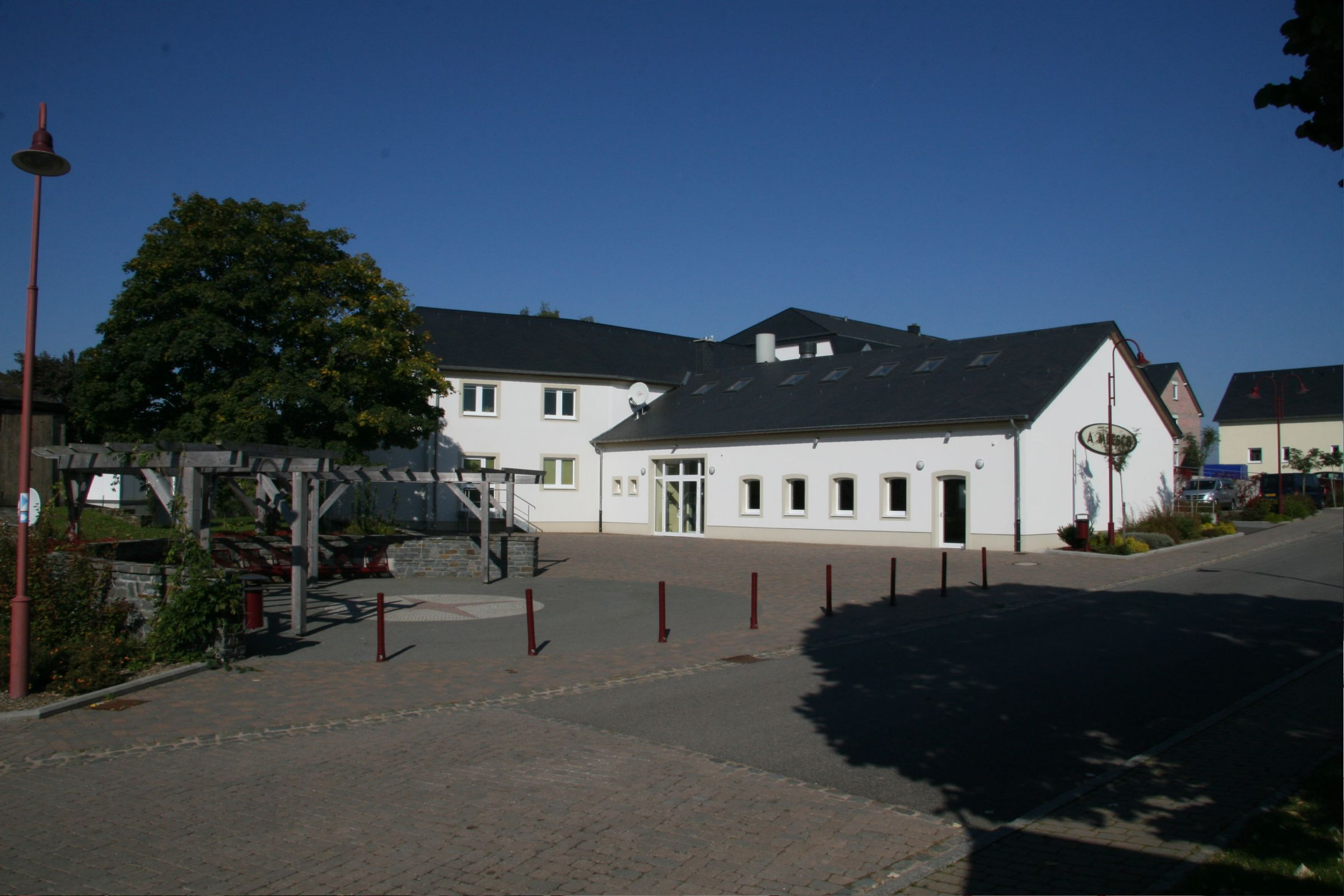